# Il richiamo del lupo
Pour plus de détails, voir Fiche technique et Distribution.
Il richiamo del lupo est un western spaghetti hispano-italien réalisé par Gianfranco Baldanello et sorti en 1975.
Le film est une adaptation du roman L'Appel de la forêt de Jack London, publié en 1903.

## Synopsis
Jim, dix ans, et sa sœur aînée Mary perdent leur père lors d'un voyage de 100 miles vers la Cité de Dawson, alors qu'ils cherchent refuge dans une cabane. Le demi-loup Buck, que Jim a autrefois libéré d'un piège, les accompagne ; il a été abandonné par son propriétaire et a dirigé une meute de loups dans la nature. De temps en temps, il revient vers Jim pour l'aider, lui et sa sœur.
Jim et Mary atteignent le Klondike, où ils se heurtent à William Bates, un propriétaire terrien irascible et tyrannique. Grâce à leur nouvelle amitié avec John Conoco, Sonia et Charlie, et à nouveau avec l'aide de Buck, ils échappent aux pièges et à la méchanceté de Bates en reprenant la publication du journal « Dawson City Nugget » de leur père ; ils parviennent finalement à éliminer Bates et ses hommes. La petite ville peut commencer à envisager un avenir meilleur.

## Fiche technique
- Titre original : Il richiamo del lupo[1]
- Titre espagnol : La llamada del lobo[2]
- Réalisation : Gianfranco Baldanello
- Scénario : Juan Logar, Jesús Rodríguez d'après L'Appel de la forêt de Jack London, publié en 1903.
- Photographie : Luigi De Maria
- Montage : Antonio Fusco
- Musique : Alberto Baldan Bembo (it)
- Production : Joseph Allegro, Elliot Geisinger, Harry Alan Towers
- Société de production : Dunamis Cinematografica, Estudios Cinematográficos Roma
- Pays de production :  Italie -  Espagne
- Langues originales : italien, espagnol
- Format : couleurs par Eastmancolor - Son mono - 35 mm
- Genre : western spaghetti
- Durée : 93 minutes
- Dates de sortie :
  - Italie : 13 mars 1975
  - Espagne : 4 août 1975

## Distribution
- Jack Palance : William Bates
- Joan Collins : Miss Sonia Kendall
- Elisabetta Virgili : Mary Chambers
- Manuel de Blas : John McKenzie
- Fernando Romero : Jim Chambers
- Remo De Angelis : Hank McKenzie
- Ricardo Palacios : Charlie
- Attilio Dottesio : Chambers, le père de Jim et Mary
- José Canalejas : l'assistant de Bates
- Vincenzo De Toma : le draveur

## Accueil critique
« Les nouveautés narratives et cinématographiques ne suffisent pas à justifier cette nouvelle adaptation, mais grâce à l'excellente performance du chien humanisé, elle suffit à divertir le public cible — probablement surtout les enfants — de manière aventureuse »

— Segnalazioni Cinematografiche.